# Vittorio Arrigoni
Vittorio Arrigoni (4. února 1975 – 15. dubna 2011) byl italský reportér a propalestinský aktivista. Arrigoni byl unesen a následně zabit radikální salafistickou skupinou spojenou s al-Káidou, která působila na území Gazy.

## Životopis
Narodil se ve městečku Besana in Brianza nedaleko od Milána
14. dubna 2011 byl unesen militantní skupinou salafistických džihádistů. Den poté byl jimi zavražděn.